# Stockbysjön
Stockbysjön är en mindre insjö i stadsdelen Stockby på Lidingö. Sjön har sitt utlopp i Kottlasjön via Stockbyån som mynnar i ett kärr i anslutning till Kottlasjöns norra strand. Sjön ingår i Åkerström-Norrströms kustområde.
Stockbysjöns yta är c:a 2,4 ha och maxdjupet två meter, medeldjup en meter. Gul näckros växer i sjön. Lidingö stad har inrättat en speciell infiltreringsdamm till sjön i ett försök minska risken att sjön växer igen.

## Beskrivning

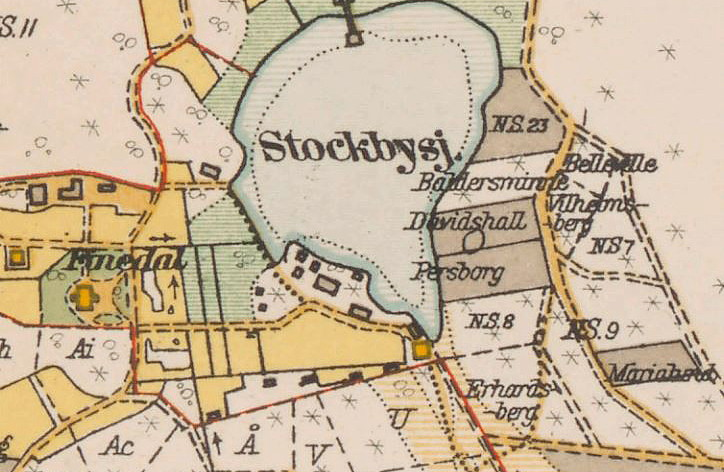
Stockbysjön, 1917.

Sjön har sitt namn efter gården Stockby, med den forntida stavningen Stukka by. Namnet tros ha uppkommit genom de stockbelagda övergångsställen som fanns i kärr i området, bland annat i Västra Långängskärret som numera är uppdämt till en fågelsjö.
Ett litet stycke från Stockbysjöns norra strandlinje på en höjd i söderläge har man funnit spår av boplatser och gravhögar som daterats till yngre järnåldern (800-1050 e. Kr.). För 1 000 år sen var Stockbysjöns vattenyta betydligt större och gick ihop med nuvarande Västra Långängskärret och Kottlasjön som antagligen hade kontakt med havet vid Lilla Värtan. Det var en väl skyddad boplats mot hårda vindar och förmodligen god tillgång på både vilt och fisk.
Vid Stockbysjön ligger en gammal övergiven fyrverkerifabrik som uppfördes av fyrverkare Adolf Rickard Törner omkring 1880. Fabriken placerades på en avskild plats från övrig bebyggelse i området genom den höga explosionsrisken. Törners fyrverkerilaboratorium är kulturminnesmärkta. Strax intill ligger Adolf Törners sommarbostad som uppfördes 1886, numera en privatbostad kallad Villa Finedal och sedan 1979 förklarat till byggnadsminne. 
Villa Finedal ger med sin spektakulära arkitektur och en rikt dekorerad veranda och balkong en bild av hur 1800-talets sommarnöjen i den yppersta klassen i Stockholm kunde te sig. Efter Adolf Törners bortgång kom fyrverkerifabriken att drivas vidare av efterlevande släktingar ända fram till 1972. Fyrverkerifabriken har gett namn åt vägen Raketstigen som ligger en bit därifrån.